# Colpochila palpalis
Colpochila palpalis är en skalbaggsart som beskrevs av Blackburn 1895. Colpochila palpalis ingår i släktet Colpochila och familjen Melolonthidae. Inga underarter finns listade i Catalogue of Life.